# Лазарев, Владимир Иванович
Владимир Иванович Лазарев (1876—1924) — русский оперный певец (лирико-драматический тенор).

## Биография
Родился в 1876 году в Одессе.
Учился в Киеве. В 1897—1902 годах служил в армии артиллеристом, затем три года работал в министерстве путей сообщения.
С 1897 году брал уроки пения у С. Сонки в Петербурге. С 1901 года принимал участие в оперных спектаклях в театре при Стеклянном заводе.
В 1903—1904 годах выступал в Петербурге — Русско-итальянской частной опере (антрепренёр А. Угетти, позднее У. Гвиди), затем в Новом летнем театре «Олимпия» (антрепренёр Е. Кабанова и К. Яковлева), в 1904—1905 годах — в московской Опере С. Зимина и Тифлисе.
В марте 1905 года Лазарев дебютировал в партии Германа («Пиковая дама» П. Чайковского) на сцене петербургского Мариинского театра.
В 1906—1907 годах пел в Хабаровске, Владивостоке, Чите, в 1907—1908 — в «Русской опере А. Дракули» (Петербург, Большой зал консерватории), в 1908—1909 — в Киеве, в 1910—1911 в Харькове и Екатеринодаре, в 1912 году — в Тифлисе, Риге, Батуми, с 1913 года — в петербургском Народном доме.
Умер в ноябре 1924 года в Ленинграде.